# Соловей-Розбійник (фільм, 2012)
«Солове́й-Розбі́йник» (рос. Соловей-Разбойник) — фільм режисера Єгора Баранова, випущений у 2012 році.
В український прокат стрічка вийшла 22 листопада 2012 року. Вона не була призначена до перегляду особам, молодшим 16-ти років. З 9 грудня 2014 року, після протестів громадськості, фільм заборонили до показу та розповсюдження в Україні через незаконні вчинки та антиукраїнські шовіністичні висловлювання сценариста та актора фільму Івана Охлобистіна.

## Слоган
Слоган фільму: Тут грабую лише я!

## Сюжет
«Білий комірець» Севастян Григорович Соловйов вирішує почати боротьбу зі свавіллям місцевої влади та злочинних угрупувань. Для цього він вирішує зайнятися розбоєм. І поки спецслужби на чолі з секретним агентом Н7 намагаються ліквідувати банду, її лідер відновлює в рідному місті справедливість вельми нетрадиційними методами.

## У ролях
| Актор               | Роль                                           |
| ------------------- | ---------------------------------------------- |
| Іван Охлобистін     | Севастян Григорович Соловйов Соловей-Розбійник |
| Оксана Фандера      | Ізабелла Юріївна Папаяні Прима                 |
| Євгеній Стичкін     | Олександр Костянтинович Володарський Дебет     |
| Ігор Жижикін        | агент Н7                                       |
| Сергій Бадюк        | Ігнатій Миколайович Кривенко Молот             |
| Олександр Стриженов | генерал поліції Андрій Петрович серенади       |
| Марія Голубкіна     | монашка                                        |
| Михайло Горевой     | Григорій Поляков Поля Грек                     |
| Павло Прилучний     | майор міліції                                  |
| Олександр Сухінін   | Дільничний                                     |
| Вадим Демчог        | Начальник охорони                              |
| Петро Вінс          |                                                |
| Данило Меркулов     |                                                |
| Дмитро Шевченко     | Господар казино                                |

## Знімальна група
- Автор сценарію: Іван Охлобистін
- Режисер-постановник: Єгор Баранов
- Оператор-постановник: Юрій Коробейніков
- Художник-постановник: Ігор Коцарев
- Художник по костюмах: Катерина Димінська
- Музичний продюсер: Олег Нестеров
- Виконавчі продюсери:
  - Лариса Вороніна
  - Наталія Мінченко
  - Ганна Куранова
- Лінійний продюсер: Анастасія Мартиненко
- Продюсери:
  - Любов Калинська
  - Іван Охлобистін
  - Геннадій Меркулов
  - Віктор Алісов

## Саундтреки
- «Соловей», автор пісні (слова та музика) Олексій Паперний.
- «Я хотів співати», автор пісні (слова та музика) Борис Гребенщиков.

## Створення
Сценарій був написаний Іваном Охлобистіним ще у 2005 році, після чого не піддавався яким-небудь переробкам. На початку 2011 року керівник російського відділення Sony Pictures Міхаель Шліхт зацікавився сценарієм, але перші кошти на фільм дав кінодистриб'ютор Каравелла DDC.

## Прокат
Вперше фільм був продемонстрований на кінофестивалі «Вікно в Європу». Прем'єрний показ стрічки в Москві відбувся 14 листопада 2012 року в кінотеатрі «Октябрь»
Дистриб'ютором стала компанія Парадіз, випустивши фільм тиражем понад 1000 копій.

## Маркетинг
Бюджет рекламної кампанії фільму склав $2 млн, з яких на крос-промо пішло $1.5 млн.
Інформаційними партнерами фільму виступили телеканал ТНТ, «Русское радио», кінопортали Film.ru, Filmz.ru і Kinomania.ru, а також сайти Mail.ru та «Кинопоиск».
Реклама була розміщена на телебаченні: Перший канал, «2x2», Перець і «Россія 2», радіостанціях: Європа Плюс, «Радіо Maximum» та NRJ, а також в інтернеті: пошукова система Яндекс, сайті журналу «Афіша» і соц. мережі ВКонтакте.
Половину 113 випуску +100500 «Ігор Миколайович» провів Іван Охлобистін з метою реклами фільму.

## Касові збори
- За прем'єрний тиждень стрічка змогла зібрати 90 539 663 рублів (23 052 744 грн)[7].
- Другого тижня збори стрічки скоротилися на 66%, і склали 30 825 560 рублів (7 848 648 грн)[8].
- Третього тижня стрічка зібрала 5 253 989 рублів (1 337 744 грн).

Таким чином за весь час кінопрокату фільм зібрав 160 389 907 рублів (40 837 656 грн), тим самим окупивши витрати на виробництво.

## Відгуки
Реценденти сайту «Кінобізон» Максим Марков і Сергій Бондарєв позитивно оцінили фільм. Відзначили акторську роботу та саундтрек, а також сценарій Охлобистіна. Негативну реакцію рецензентів викликала фінальна сцена фільму, в якій розбійники вирізують роту російських солдатів. Хоча в титрах усі оживають, ця сцена в очах глядачів могла остаточно закріпити за «Солов'єм» статус антигероя.

## Заборона до показу
З 9 грудня 2014 року Державне агентство України з питань кіно заборонило до показу та поширення в Україні фільм «Соловей-Розбійник» разом із ще 70-ма фільмами та серіалами за участю Івана Охлобистіна. За повідомленням відомства, заборона пов'язана із антиукраїнськими шовіністичними вчинками Охлобистіна, а також порушенням ним заборони на в'їзд до України. Незадовго до цього за заборону протестували активісти, зокрема учасники кампанії «Бойкот російського кіно».